# Pratt (Kansas)
Pour les articles homonymes, voir Pratt.
La ville de Pratt est le siège du comté de Pratt, situé dans le Kansas, aux États-Unis.
Cette petite ville des États-Unis a une université réputée dans le monde entier pour sa section football. Des joueuses françaises y sont inscrites pour étudier et obtenir différents diplômes en rapport avec les métiers du sport.